# Liste der Stolpersteine in Langenfeld (Rheinland)

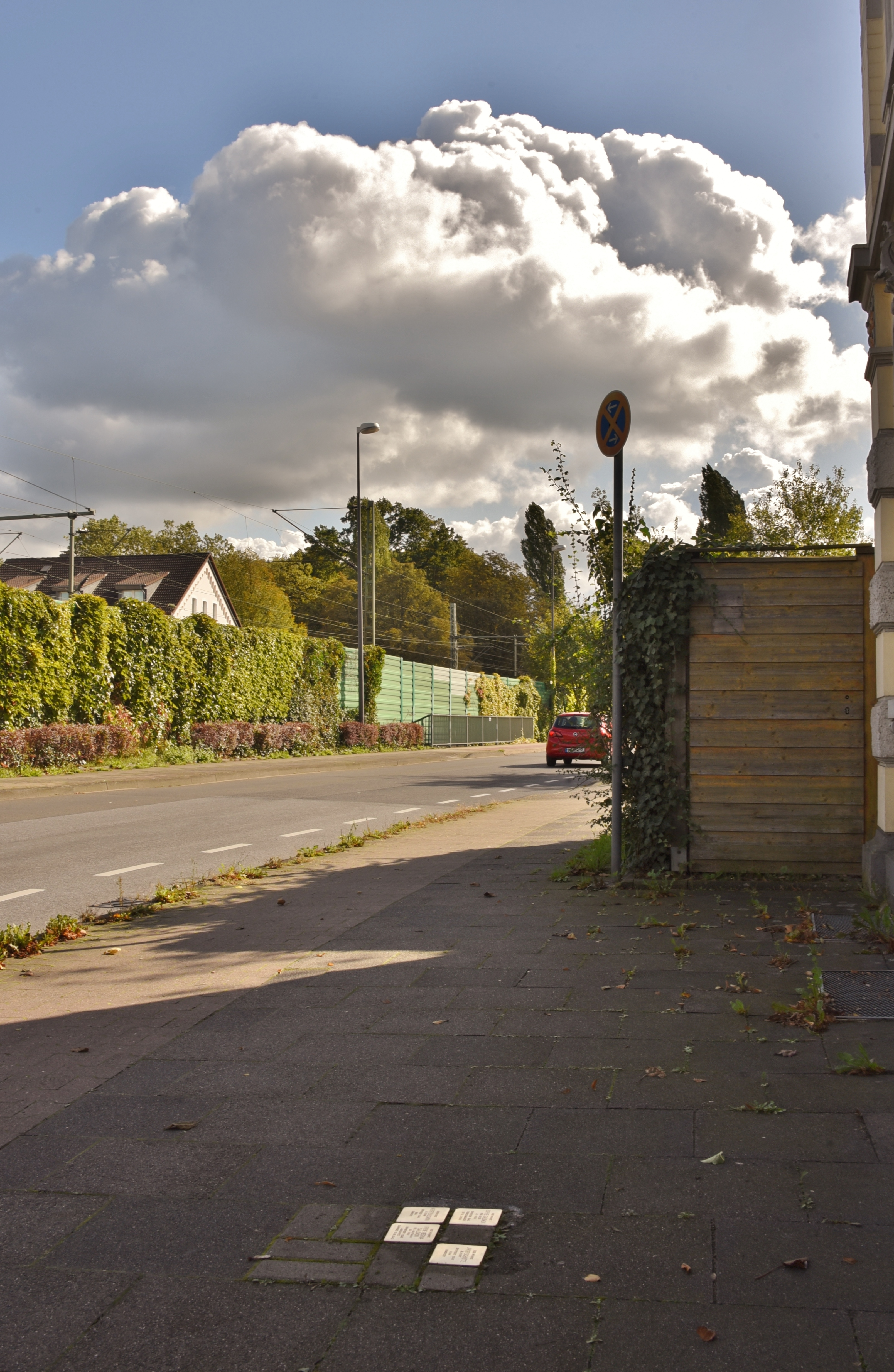
Stolpersteine in Langenfeld

Diese Liste der Stolpersteine in Langenfeld (Rheinland) enthält die Stolpersteine, die im Rahmen des gleichnamigen Kunstprojekts von Gunter Demnig in der mittleren kreisangehörigen Stadt Langenfeld im nordrhein-westfälischen Regierungsbezirk Düsseldorf verlegt wurden. Auf der Oberseite der Betonquader mit zehn Zentimeter Kantenlänge ist eine Messingtafel verankert, die Auskunft über Namen, Geburtsjahr und Schicksal der Personen gibt, derer gedacht werden soll. Die Steine sind in den Bürgersteig vor den ehemaligen Wohnhäusern der Opfer der nationalsozialistischen Gewaltherrschaft eingelassen. Mit ihnen soll Opfern des Nationalsozialismus gedacht werden, die in Langenfeldlebten und wirkten.

## Verlegte Stolpersteine
In Langenfeld wurden 14 Stolpersteine an fünf Adressen verlegt.
| Stolperstein | Inschrift                                                                                               | Verlegeort            | Name, Leben                        |
| ------------ | --- | --------------------- | ---------------------------------- |
|              | HIER LEBTE MINA BERG GEB. SALOMON JG. 1866 DEPORTIERT 1942 THERESIENSTADT ERMORDET 20.1.1943            | Grenzstraße 23        | Mina Berg                          |
|              | HIER LEBTE LINA HERZ GEB. WINTER JG. 1872 DEPORTIERT 1942 THERESIENSTADT 1942 TREBLINKA ERMORDET        | Berghausener Straße 7 | Lina Herz geb. Winter              |
|              | HIER LEBTE WILHELM HERZ JG. 1872 DEPORTIERT 1942 THERESIENSTADT 1942 TREBLINKA ERMORDET                 | Berghausener Straße 7 | Wilhelm Herz                       |
|              | HIER LEBTE AMALIE MEYER GEB. LÖWENSTEIN JG. 1870 DEPORTIERT 1942 THERESIENSTADT 1942 TREBLINKA ERMORDET | Berghausener Straße 7 | Amalie Meyer geb. Löwenstein       |
|              | HIER WOHNTE BERNHARD MEYER JG. 1882 DEPORTIERT 1941 RIGA VERSCHOLLEN                                    | Hauptstraße 133       | Bernhard Meyer                     |
|              | HIER WOHNTE EDITH MEYER JG. 1920 FLUCHT / ÖSTERREICH DEPORTIERT 1941 RIGA TOT 1942 IN AUSCHWITZ         | Hauptstraße 133       | Edith Meyer                        |
|              | HIER WOHNTE EMMY MEYER GEB. MICHEL JG. 1893 DEPORTIERT 1941 RIGA TOT 1945 IM KZ STUTTHOF                | Hauptstraße 133       | Emmy Meyer geb. Michel             |
|              | HIER WOHNTE HELGA MEYER JG. 1931 DEPORTIERT 1941 RIGA VERSCHOLLEN IM KZ STUTTHOF                        | Hauptstraße 133       | Helga Meyer                        |
|              | HIER WOHNTE KARL MEYER JG. 1902 DEPORTIERT 1941 RIGA ERMORDET 2.3.1945 IN BUCHENWALD                    | Hauptstraße 15        | Karl Meyer                         |
|              | HIER LEBTE ROSA REBEKKA MEYER GEB. SALOMON JG. 1881 DEPORTIERT 1942 THERESIENSTADT TOT 1943             | Hauptstraße 133       | Rosa Rebekka Meyer geb. Salomon    |
|              | HIER LEBTE ALBERT SALOMON JG. 1889 DEPORTIERT 1941 RIGA ERMORDET                                        | Bahnstraße 8          | Albert Salomon                     |
|              | HIER LEBTE IRENE REGINA SALOMON GEB. KAUFMANN JG. 1893 DEPORTIERT 1942 AUSCHWITZ ERMORDET 13.11.1942    | Bahnstraße 8          | Irene Regina Salomon geb. Kaufmann |
|              | HIER LEBTE SOPHIE SALOMON GEB. KREBS JG. 1863 DEPORTIERT 1942 THERESIENSTADT TOT 13.2.1943              | Bahnstraße 8          | Sophie Salomon geb. Krebs          |
|              | HIER LEBTE JAKOB SCHMITZ JG. 1877 DEPORTIERT 1941 RIGA ERMORDET                                         | Bahnstraße 8          | Jakob Schmitz                      |

## Verlegungen
- 8. Mai 2005: Hauptstraße 133
- 3. Februar 2007: Bahnstraße 15
- 7. Dezember 2010: Bahnstraße 8
- 19. Dezember 2016: Berghausener Straße 7[1]